# Oncosclera spinifera
Oncosclera spinifera är en svampdjursart som beskrevs av Bonetto och Ezcurra de Drago 1973. Oncosclera spinifera ingår i släktet Oncosclera och familjen Potamolepiidae.
Artens utbredningsområde är havet utanför Brasilien. Inga underarter finns listade i Catalogue of Life.